# Pachyramphus major
Pachyramphus major là một loài chim trong họ Tityridae.